# NGC 7446
NGC 7446 is een elliptisch sterrenstelsel in het sterrenbeeld Andromeda. Het hemelobject werd op 23 oktober 1878 ontdekt door de Franse astronoom Édouard Jean-Marie Stephan.

## Synoniemen
- ZWG 515.17
- NPM1G +38.0474
- PGC 70185